# Farmakopé
Farmakopé (fra græsk phármakon "lægemiddel" og poiia "tilberedning") betyder egentlig "forskrift for lægemidlernes tilberedning", men denne definition er i nutiden ikke længere i fyldestgørende overensstemmelse med farmakopéens sande væsen og indhold, idet der ved udarbejdelsen af de nyeste farmakopéer er lagt mere vægt på nøjagtig at angive beskaffenheden og kvaliteten af de stoffer, der skal anvendes til lægemidlernes tilberedning, end at give en slet og ret samling forskrifter. Nutidens farmakopéer er meget snarere lovbøger end lærebøger, for de i farmakopéen indeholdte bestemmelser har, for så vidt farmakopéen er autoriseret af staten, hvilket er tilfældet i de fleste europæiske lande, lovgyldig kraft.
I almindelighed indeholder farmakopéer i alfabetisk rækkefølge en kort, men dog så udførlig affattet beskrivelse af de enkelte stoffer, at identiteten derefter kan fastslås og forveksling undgås. Ved drogerne angives afstamningen, ved kemiske præparater renheds- og identitetsprøver, ved farmaceutiske præparater, de såkaldte galeniske præparater, dvs. ekstrakter, miksturer, plastre, salver, tinkturer, teblandinger etc., angives blandingsforholdet og fremstillingsmåden.
Farmakopéer indeholder endvidere enkelte vigtigere bestemmelser om lægemidlers indsamling, opbevaring og dispensering, fortegnelse over, hvilke stoffer der skal opbevares i giftskab eller forsynes med særlig betegnelse, samt forskellige tabeller over vægtfylde, opløselighedsforhold, dråbers vægt og den meget vigtige dosistabel.
Alle de i farmakopéen foreskrevne – de såkaldte officinelle – lægemidler skal findes i ethvert apotek og skal altså overalt i samme land være af ens beskaffenhed. I de forskellige lande kan fordringerne til det samme stof være forskellige, ligesom antallet af de officinelle lægemidler er meget varierende i de forskellige farmakopéer, fra nogle få hundrede til flere tusinde. 
Oprindelsen til farmakopeer er meget gammel. Man ved, at den kinesiske kejser Chin-Nong, som døde 2699 f.Kr., har efterladt sig en urtebog, og at den bibelske kong Salomon har nedskrevet et stort antal forskrifter for lægemidlers tilberedning, men om nogen egentlig farmakope kan her ikke godt være tale. Først i det 9. århundrede udkom i Bagdad efter kalifens opfordring et værk under navn af Krabadin, som pga. hele sin form og indhold må anses for at være den første egentlige farmakopé. I tidsrummet 9.-13. århundrede er der af araberne og i 11.-15. århundrede af den medicinske skole i Salerno forfattet flere farmakopéer, som dannede grundlaget for den første tyske farmakopé, der udkom 1543, forfattet af Valerius Cordus. Som den første danske farmakopé kan man nok nævne det af Thomas Bartholin 1658 udgivne Dispensatorium Hafniense, som dog næppe kunne siges at have præg af autorisation. Senere danske farmakopéer med benævnelsen Pharmacopoea Danica, udkom 1772, 1805, 1840, 1850, 1868, 1893, 1907, 1933 og 1948. I 1963 udkom Pharmacopoea Nordica, hvis danske udgave trådte i kraft 1965.
I 1964 blev den Europæiske Farmakopé (European Pharmacopoeia) stiftet af Belgien, Frankrig, Vesttyskland, Italien, Luxembourg, Nederlandene, Schweiz og Det Forenede Kongerige. Siden kom andre lande, herunder Danmark, til, og bestemmelserne i den Europæiske Farmakopé gælder nu i 31 lande.

## Eksterne kilder og henvisninger
- Pharmacopoea Danica 1907 Arkiveret 26. april 2005 hos  Wayback Machine – online udgave